# Рубероид
Руберо́ид (лат. ruber «красный» + др.-греч. εἶδος «вид») — рулонный кровельный и гидроизоляционный материал, изготовляемый пропиткой кровельного картона легкоплавкими нефтяными битумами с последующим покрытием его (с обеих сторон) слоем тугоплавкого битума и защитной (от слипания) посыпкой асбестом, тальком, песком и т. п.

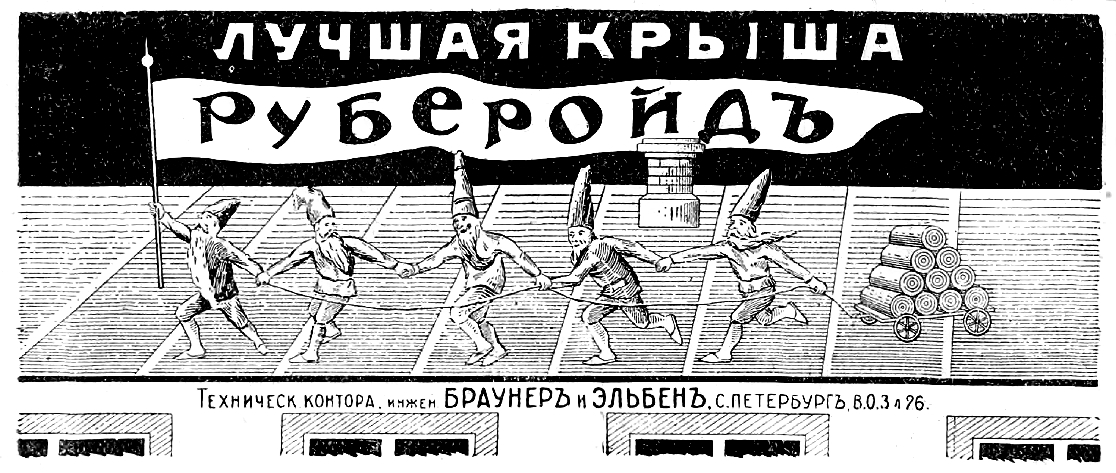
Реклама «руберойдъ», 1906—1914

Укладка рубероида на обрешётку

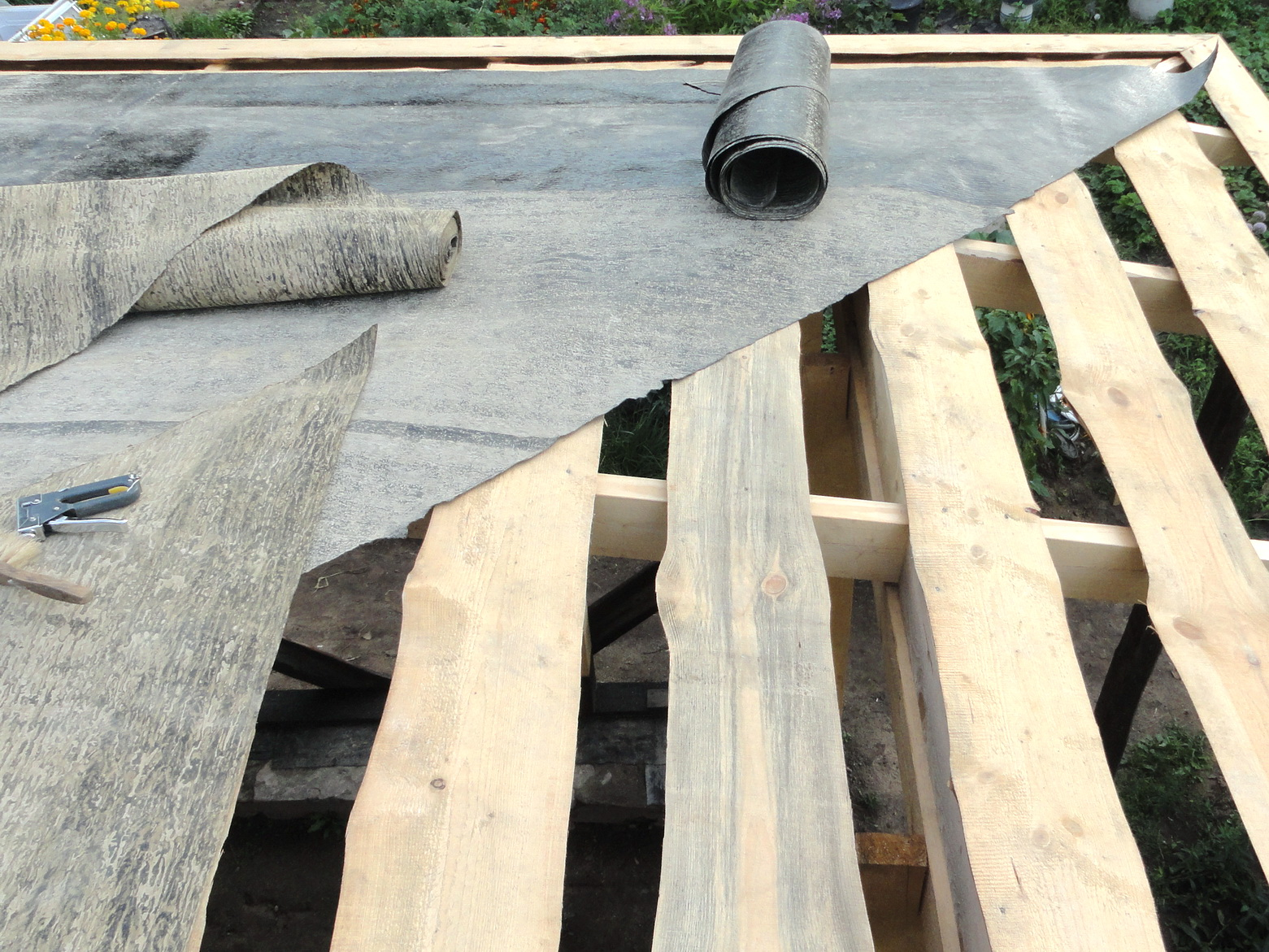
Гидроизоляция кровли рубероидом

Гидроизоляция фундамента рубероидом

## Области применения
В основном рубероид применяют как материал для гидроизоляции кровли, фундаментов и подвалов.
- Преимущества: невысокая себестоимость, настил кровли рубероидом — лёгкий, обладает относительной долговечностью (рубероид более долговечен по сравнению с кровельными материалами, не имеющими покрытия и защитной посыпки, такими как толь и пергамин), имеет возможность применения при любых уклонах и формах кровли, укладка рубероида не занимает много времени.
- Недостатки: высокая воспламеняемость материала и невысокая прочность. Гидроизоляции рубероидом подвалов и других помещений с повышенной влажностью позволяет защититься лишь от влаги, но не сможет спасти от затопления грунтовыми водами. Чувствительность битума к резким колебаниям температуры (размягчение в жару и хрупкость на морозе).

## Сырьё и материалы
Для изготовления рубероида применяются (в соответствии с межгосударственным стандартом):
- битумы нефтяные кровельные (строительные) (ГОСТ 6617-76, с изм. 1994),
- битумы нефтяные дорожные вязкие (ГОСТ 22245-90, с изм. 1997),
- картон кровельный (ГОСТ 3135-82 для рубероида),
- стеклохолст НПГ-210, Т-13 (для стеклоизола),
- тальк или талькомагнезит (ГОСТ 21235-77, с изм. 1989),
- посыпка крупнозернистая цветная (ТУ 21-27-94),
- песок для строительных работ (ГОСТ 8736-93, с изм. 1998),
- известь строительная (ГОСТ 9179-84, с изм. 1994).

Для пропитки применяется легкоплавкий кровельный или дорожный битум БНК 40/80, 45/80, 45/90, 60/90.
Для нанесения покровного слоя используется кровельный битум БНК 90/40, 90/30, 90/10.

## Маркировка
Согласно межгосударственному стандарту:
- первая буква в маркировке «Р» обозначает «рубероид»;
- вторая — вид рубероида, который бывает кровельный (обозначается «К») или подкладочный («П»);
- третья — или тип внешней посыпки: «К» — крупнозернистая, «М» — мелкозернистая, «Ч» — чешуйчатая, «П» — пылевидная или что рубероид эластичный («Э») или рубероид цветостойкий («Ц»);

далее следует тире и число марки картона (плотность в 1 г/м2), на основе которого изготовлен рубероид (чем больше число, тем плотнее картон, тем прочнее рубероид).
Пример обозначения: РКК-350 — рубероид кровельный, с крупнозернистой посыпкой, на основе картона 350 г/м2.

## Нецелевое использование рубероида
- Рубероид может использоваться для растопки печей на твёрдом топливе, что обусловлено его высокой горючестью[6][7].
- Старый рубероид и его остатки используются огородниками-любителями для мульчирования почвы[8].